# Hypsilurus spinipes
Hypsilurus spinipes är en ödleart som beskrevs av  Duméril och BIBRON 1851. Hypsilurus spinipes ingår i släktet Hypsilurus och familjen agamer. Inga underarter finns listade i Catalogue of Life.